# Борислава Ботушарова
Борислава Ботушарова е българска тенисистка, състезателка на ТК „Пазарджик“. През 2014 г. дебютира в отбора на България за Фед Къп. Неин треньор е майка ѝ Силвия Ботушарова.
Най-големият ѝ успех е титлата на турнира във Варна през 2013 г.
На първенствата на България в зала и открито има редица призови места във всички възрастови групи. През 2012 и 2013 г. е шампионка на държавното първенство в зала, а през 2012 г. и от държавното лично първенство. През 2012 г. печели титлите и на двойки, съответно с Вивиан Златанова и Виктория Томова. Шампионка е на смесени двойки с Александър Лазов от 2011 г.

## Класиране в ранглистата в края на годината
| Година | 2010 | 2011 | 2012 | 2013 |
| Сингъл | -    | 1209 | 935  | 407  |
| Двойки | -    | -    | 941  | 757  |

## Финали

### Титли на сингъл (1)
| Година | Турнир | Категория   | Съперник          | Резултат            |
| 2013   | Варна  | ITF $10 000 | Пернила Мендесова | 6–4, 1–6, 7–6 (7–2) |